# Conbalia brevis
Conbalia brevis är en insektsart som beskrevs av Nielson 1979. Conbalia brevis ingår i släktet Conbalia och familjen dvärgstritar. Inga underarter finns listade i Catalogue of Life.